# Nouvelle-Zélande d'abord
Nouvelle-Zélande d'abord (en anglais : New Zealand First et en maori de Nouvelle-Zélande : Aotearoa Tuatahi) est un parti politique néo-zélandais présent à la Chambre des représentants de Nouvelle-Zélande depuis 1993, à l’exception des périodes 2008-2011 et 2020-2023.

## Histoire
Le fondateur du parti, Winston Peters, est un ancien ministre du Parti national, qu'il quitte en 1992 pour créer Nouvelle-Zélande d'abord l'année suivante. Il est aujourd'hui à la tête de son parti.

## Idéologie
Les spécialistes se disputent l'emplacement exact du parti sur l'échiquier politique, mais les Néo-Zélandais l'associent avec les allocations aux personnes du troisième âge, l'opposition à l'immigration dite « de la porte ouverte », et l'opposition aux politiques qui font distinction d'ethnicité[réf. nécessaire]. Nouvelle-Zélande d'abord s'est tantôt associé à des coalitions de gouvernements de droite en 1996, et de gauche en 2005 puis en 2017. En février 2020, le Parti national, de droite, annonce ainsi sa décision de ne former en aucun cas un accord de gouvernement avec le parti Nouvelle-Zélande d'abord, accusant ce dernier d'être trop proche des travaillistes.
Des tensions sont également apparues entre Nouvelle-Zélande d'abord et le Parti travailliste, tous deux partenaires au sein du gouvernement de Jacinda Ardern. Le parti nationaliste est ainsi parvenu à bloquer des politiques d’accès au logement ou de réduction de la pauvreté infantile. Winston Peters, vice-Premier ministre et ministre des Affaires étrangères au sein de ce gouvernement, s'est prononcé en faveur d'un renforcement de la présence militaire des États-Unis dans l'océan Pacifique et pour une politique plus dure vis-à-vis de la Chine.
Nouvelle-Zélande d'abord est notamment connu pour ses prises de position controversées sur le taux d'immigration de personnes venues d'Asie, que le parti juge trop élevé. En 2004, le dirigeant du parti, Winston Peters, déclare : « Nous sommes en train d’être entraînés vers le statut de colonie asiatique, et il est temps que l’on donne la priorité aux  Néo-Zélandais dans leur propre pays ». Le 26 avril 2005, il affirme : « Les Maoris seront inquiets d’apprendre que, dans 17 ans, il y aura plus d’Asiatiques que de Maoris en Nouvelle-Zélande ». Cette affirmation est réfutée par le bureau des statistiques du gouvernement néo-zélandais, selon lequel la hausse de 145 % de la population asiatique fera passer celle ci de 270 000 à 670 000 en 2021, soit malgré tout en deçà de celle des Maoris, projetée par le bureau à 760 000, en augmentation de 5 % sur la même période. Peters se défend en soulignant que les précédentes projections du bureau en 2003 avaient sous-estimées l'importance de la population d'origine asiatique, obligeant celui ci a un rectificatif deux ans plus tard en hausse de 66 000 personnes. Ces remarques, et d'autres, ont alimenté des accusations de racisme à l'encontre de Peters et de son parti.
En avril 2008, le dirigeant-adjoint du parti, Peter Brown, génère une nouvelle controverse en déclarant : « Nous allons subir un flot d’Asiatiques dont nous ne saurons pas quoi faire ». Des représentants du Parti national, du parti United Future et des Verts condamnent immédiatement cette déclaration, ces deux derniers accusant Brown de racisme,. Des porte-parole de la Chambre du commerce d'Auckland et de la principale association d'employeurs de pays rejettent également le point de vue de Brown, et soulignent les contributions qu'ont apportées à l'économie les Néo-Zélandais d'origine asiatique. Peters, lui, soutient son adjoint, tout en affirmant que Nouvelle-Zélande d'abord « n’est pas anti-asiatique ».

## Résultats électoraux

### Élections parlementaires
| Année | Voix    | %     | Sièges   |
| ----- | ------- | ----- | -------- |
| 1993  | 161 481 | 8,40  | 2 / 99   |
| 1996  | 276 603 | 13,35 | 17 / 120 |
| 1999  | 87 926  | 4,26  | 5 / 120  |
| 2002  | 210 912 | 10,36 | 13 / 120 |
| 2005  | 130 115 | 5,72  | 7 / 121  |
| 2008  | 95 356  | 4,07  | 0 / 122  |
| 2011  | 147 544 | 6,59  | 8 / 121  |
| 2014  | 208 300 | 8,66  | 11 / 121 |
| 2017  | 186 706 | 7,20  | 9 / 120  |
| 2020  | 63 447  | 2,66  | 0 / 120  |
| 2023  | 139 689 | 6,44  | 8 / 121  |

## Membres
| Portrait              | Identité                    | Période         | Période  | Durée                      |
| Portrait              | Identité                    | Début           | Fin      | Durée                      |
| --------------------- | --------------------------- | --------------- | -------- | -------------------------- |
| Winston Peters, 2024. | Winston Peters (né en 1945) | 18 juillet 1993 | En cours | 31 ans, 7 mois et 24 jours |

- Fletcher Tabuteau